# سیارک ۱۹۲۹۸
سیارک ۱۹۲۹۸ (به انگلیسی: 19298 Zhongkeda، نامگذاری:1996SU4) نوزده هزار و دویست و نود و هشتمین سیارک کشف شده‌است که در ۲۰ سپتامبر ۱۹۹۶ کشف شد.
قدر مطلق سیارک برابر ۱۴.۱ است.